# Valerij Prijomykhov
Valerij Prijomykhov (russisk: Вале́рий Миха́йлович Приёмыхов) (født 26. december 1943 i Belogorsk i Sovjetunionen, død 25. august 2000 i Moskva i Rusland) var en russisk filminstruktør, skuespiller og manuskriptforfatter.

## Filmografi
- Kto, esli ne my (Кто, если не мы, 1998)[2][3]